# Molly (1999)
Molly (bra: Experimentando a Vida; prt: Molly) é um filme americano de 1999, do gênero comédia dramático-romântica, dirigido por John Duigan, roteiro de Dick Christie sobre uma mulher de 28 anos com autismo que fica sob a custódia de seu irmão executivo neurótico. O filme é estrelado por Elisabeth Shue como Molly, Aaron Eckhart como irmão mais velho e Jill Hennessy.

## Sinopse
Molly McKay é uma adolescente autista que sempre viveu em um hospital. Mas sua vida é virada do avesso quando, depois de se submeter a um programa de tratamento altamente experimental, descobre-se que na verdade ela é um gênio. Buck, irmão de Molly, precisa deixar o estilo de vida despreocupado para cuidar da irmã.

## Elenco
- Elisabeth Shue como Molly McKay
  - Lauren Richter como Molly de 7 anos
- Aaron Eckhart como Buck McKay
  - Tanner Lee Prairie como Buck de 8 anos
- Jill Hennessy como Susan Brookes
- Thomas Jane como Sam
- D. W. Moffett como Mark Cottrell
- Elizabeth Mitchell como Beverly Trehare
- Robert Harper como Dr. Simmons
- Elaine Hendrix como Jennifer Thomas
- Michael Paul Chan como Domingo
- Lucy Liu como Brenda
- Jon Pennell como Gary McKay
- Sarah Wynter como Julie McKay

## Lançamento
O filme faturou US$17,650 durante sua exibição no cinema, com um orçamento de US$21 milhões, tornando-o um fracasso nas bilheterias. Acreditando que o filme dificilmente seria um sucesso, a Metro-Goldwyn-Mayer optaram por reduzir suas perdas e eliminar o orçamento de marketing do filme. Foi lançado apenas em um único final de semana em doze cinemas, a fim de cumprir obrigações legais.

## Recepção crítica
Molly recebeu críticas principalmente negativas dos críticos. No Rotten Tomatoes, o filme tem 14% de aprovação "podre" dos críticos de cinema, com uma média de classificação de 3,4 em 10. O consenso diz: "Molly nunca realmente eleva acima de momentos não inspirados e cheios de clichês". No Metacritic, Molly recebeu uma classificação média ponderada de 21 em 100 dos críticos de cinema, indicando consistentemente "críticas geralmente desfavoráveis", classificada como um filme geralmente desfavorável.